# Крекінг-установка в Моссморан-Файф
Крекінг-установка в Моссморан-Файф – піролізне виробництво, розташоване у Шотландії дещо північніше від затоки Ферт-оф-Форт.
В кінці 1970-х – на початку 1980-х в Північному морі почалась активна розробка нафтогазових родовищ, внаслідок якої, зокрема, отримували великі об'єми гомологів метану (зріджених вуглеводневих газів). Частина з них транспортувалась по трубопроводу Сент-Фергюс – Моссморан на завод з фракціонування компанії Shell. Виділений на останньому етан вирішили використовувати тут же для живлення піролізного виробництва. В 1981—1985 роках у Моссморані ExxonMobil та Shell спорудили установку парового крекінгу, котра мала потужність у 650 тисяч тонн етилену на рік (в подальшому цей показник довели до 830 тисяч тонн).
Особливістю майданчика в Моссморані стало те, що тут відсутні похідні виробництва, розраховані на споживання етилену. На момент зведення установки піролізна промисловість Великої Британії, котра раніше була орієнтована на споживання газового бензину, стикнулась з суттєвими проблемами через різке зростання цін на нафту. Як наслідок, Shell відмовилась від спорудження нової установки парового крекінгу в Каррінгтоні (поблизу Манчестера) та закрила вже існуючу тут стару. Живлення цього майданчику, а також запущеного на початку 1980-х заводу альфа-олефінів у Стенлоу організували із Моссморану, в якому етилен продукувався з найбільш енергоефективної сировини. Для цього Моссморан з’єднали етиленопроводом із розташованим на протилежному березі Фер-оф-Форт Гренджмутом, який вже був з'єднаний із Вілтоном. Трубопровід Вілтон – Гренджмут реверсували, так що він тепер подавав моссморанський етилен на вихідну точку ще одного етиленопровода Trans-Pennine. Крім того, на початку 1990-х із Гренджумута в район Манчестера проклали новий етиленопровід NWEP.
Окрім живлення майданчиків у Великій Британії, приблизно половину виробленого в Моссморан-Файф етилену експортують через Braefoot Bay Marine Terminal до Антверпена, в якому створений європейський етиленовий хаб.
У середині 2010-х компанія INEOS організувала для своєї піролізної установки у Гренджмуті поставки етана з США, котрі завдяки «сланцевій революції» стали великим експортером цього газу. З метою організації резервного сировинного джерела в 2017-му створили можливість подачі етану до Моссморана по реверсованому трубопроводу із Гренджмута.